# III (musikalbum)
III är den svenska proggruppen Kornets tredje och sista studioalbum, utgivet på skivbolagen Pick Up Records och Svenska Love 1979.

## Låtlista
A
| Nr | Titel           | Musik                       | Längd |
| -- | --------------- | --------------------------- | ----- |
| 1. | Florant Florant |                             | 4:22  |
| 2. | Apollinaris     | Sten Forsman                | 5:27  |
| 3. | Lailet Hob      | Åke Sundqvist (arrangemang) | 8:25  |

B
| Nr | Titel                       | Musik           | Längd |
| -- | --------------------------- | --------------- | ----- |
| 4. | Stararnas vår/Brainstorming | Örjan Fahlström | 7:42  |
| 5. | Folklåt                     | Stefan Nilsson  | 10:00 |

### Fotnoter
1. ↑  ”III”. Discogs.com. http://www.discogs.com/Kornet-Kornet-III/release/1186689. Läst 5 januari 2013.